# Homalium capuronii
Homalium capuronii är en videväxtart som beskrevs av Herman Otto Sleumer. Homalium capuronii ingår i släktet Homalium och familjen videväxter. Inga underarter finns listade i Catalogue of Life.